# Graduiertenschule
Eine Graduiertenschule ist eine Einrichtung im Hochschulbereich, die der Förderung des wissenschaftlichen Nachwuchses dienen soll. Die an einen Universitätsbetrieb gekoppelten Einrichtungen bieten häufig eine finanzielle Förderung, eigene Vorlesungen und Seminare an. Solche Maßnahmen können von den Universitäten selbst geschaffen und ausgestaltet werden oder durch Forschungsförderung finanziert werden.

## Graduiertenschulen in Deutschland

### Exzellenzinitiative
Von 2007 bis Oktober 2019 wurden 45 Graduiertenschulen mit je etwa einer Million Euro jährlich gefördert.
Im Rahmen der Exzellenzvereinbarung zwischen Bund und Ländern vom 18. Juli 2005 wurde die projektbezogene Förderung von Graduiertenschulen zur Förderung des wissenschaftlichen Nachwuchses beschlossen. Insgesamt sollte die Deutsche Forschungsgemeinschaft (DFG) im Rahmen einer Bund-Länder-Sonderfinanzierung etwa 40 Graduiertenschulen mit je einer Million Euro jährlich fördern. Es wurde festgelegt, dass die erste Förderperiode bis zum 31. Dezember 2011 andauert, erfolgreich evaluierte Maßnahmen können auf Antrag fortgesetzt werden. Von insgesamt 253 Antragsskizzen, die 2006 und 2007 eingereicht wurden, wurden 39 nach Begutachtung ausgewählt. Im April 2008 wurden insgesamt 648 Personen in Graduiertenschulen aus Mitteln der Exzellenzinitiative finanziert, darunter 29 Professoren und Juniorprofessoren, 50 Postdocs und 486 Doktoranden. Der Anteil von Wissenschaftlern aus dem Ausland betrug rund ein Viertel. 
Zum Zeitpunkt der ersten Evaluation 2008 konnte eine spezifische Wirkung des Förderprogrammes auf den Wissenschaftsbetrieb erwartungsgemäß noch nicht ermittelt werden.
Das Ergebnis der Endevaluation der Exzellenzinitiative im Januar 2016 sieht eine Einstellung der Förderung von Graduiertenschulen vor. Die mit der Evaluation betraute internationale Expertenkommission kam zu dem Schluss, dass strukturierte Promotionsprogramme mittlerweile in den meisten Disziplinen etabliert seien. Eine weitere Unterstützung von Graduiertenschulen im Rahmen einer eigenständigen Förderlinie sollte deshalb nicht fortgesetzt werden. In diesem Zuge wurde auf die Möglichkeit der Förderung als thematisch fokussiertes Promotionsprogramm der DFG verwiesen.
Seit Gründung der Exzellenzinitiative entstanden in Deutschland 45 Graduiertenschulen. Pro Jahr erhielt jede von ihnen etwa eine Million Euro für ihre Lehre. Als Folge der Experten-Empfehlung von 2016 entschied die Bundesregierung, den Graduiertenschulen ab Januar 2019 nur noch 30 Prozent des ursprünglichen Betrages zukommen zu lassen und ab Oktober 2019 deren Förderung durch Bundesmittel ganz einzustellen. Da Graduiertenschulen mittlerweile an den meisten deutschen Universitäten zum Standard gehörten, bräuchten sie keine gesonderte Förderung mehr.

### Andere Initiativen
Universität der Künste Berlin
Im Jahr 2006 initiierte der Präsident der UdK Berlin Martin Rennert die Entwicklung einer Graduiertenschule an der Universität der Künste Berlin. Anders als die deutschen Graduiertenschulen, die aus der Exzellenzinitiative von Bund und Ländern hervorgehen, soll die Graduiertenschule der UdK Berlin nicht nur wissenschaftlichen, sondern auch künstlerischen und gestalterischen Disziplinen offenstehen.
Ende 2008 begann eine Pilotphase, welche in der Folge durch Berlins Senat für Bildung, Wissenschaft und Forschung durch eine Anschubfinanzierung gefördert wurde. Mit der Veranstaltung high in the sky. Pilotphase im April 2009 präsentierte die Graduiertenschule Ergebnisse aus der Pilotphase. Im Herbst 2009 folgte eine Internationale Ausschreibung von 6 Stipendien.